# La Bellota, Sonora
La Bellota är en ort i Mexiko.   Den ligger i kommunen Nogales och delstaten Sonora, i den nordvästra delen av landet, 1 700 km nordväst om huvudstaden Mexico City. La Bellota ligger 1 058 meter över havet och antalet invånare är 132.
Terrängen runt La Bellota är huvudsakligen kuperad, men den allra närmaste omgivningen är platt. La Bellota ligger nere i en dal. Runt La Bellota är det mycket glesbefolkat, med 4 invånare per kvadratkilometer. Närmaste större samhälle är La Mesa, 15,2 km nordväst om La Bellota. Trakten runt La Bellota består i huvudsak av gräsmarker.